# Bactris rhaphidacantha
Bactris rhaphidacantha är en enhjärtbladig växtart som beskrevs av Jan Gerard Wessels Boer. Bactris rhaphidacantha ingår i släktet Bactris och familjen Arecaceae. Inga underarter finns listade i Catalogue of Life.